# 메종 B
메종 B는 일본의 음악 그룹이다. 2022년 싱글 [Bringing Out]으로 데뷔했다.

## 방송
- PRODUCE 101 JAPAN 시즌2 (2021)

## 음반
- Bringing Out (2022)
- Masquerade (2022)
- Paradise (2023)
- Foundations (2023)
- Friends (2024)